# Kalendarium historii Słowacji
Kalendarium historii Słowacji – uporządkowany chronologicznie, począwszy od czasów najdawniejszych aż do współczesności, wykaz dat i wydarzeń z historii Słowacji.

## Czasy najdawniejsze
- I w. – na terenach obecnej Słowacji pojawili się germańscy Kwadowie[1]
- II w. – cesarz rzymski Marek Aureliusz pokonał Kwadów[1]
- IV–V w. – przejście Hunów[1]
- V w. – pojawienie się Słowian na terenach obecnej Słowacji[2]
- 448 – powstał prawdopodobnie pierwszy zapis o Słowianach mieszkających nad Dunajem[2]
- poł. VI w. – zwierzchnictwo nad Słowianami objęli Awarowie[1]
- 623–658 – ziemie należące do obecnej Słowacji znalazły się w granicach Państwa Samona[2]
- schyłek VIII w. – upadek kaganatu awarskiego, pojawienie się państwa księcia Pribiny[1]
- ok. 833–836 – państwo księcia Pribiny przyłączył do siebie książę wielkomorawski Mojmir I[1]
- VIII–IX w. – powstanie Księstw Morawy i Nitry[2]
- IX w. – początek chrystianizacji[2]
- X w. – tereny obecnej Słowacji stały się obiektem rywalizacji Węgier, Czech i Polski[1]
- 1003–1018 – rządy Bolesława Chrobrego na Słowacji (Słowaczyzna)[1]
- 1031 – krótkotrwałe zajęcie Słowacji przez Polskę[1]

## Panowanie węgierskie
- XI w. – początek osadnictwa węgierskiego[1]
- XII w. – do Słowacji trafili Niemcy[1]
- II poł. XIII w. – nasilenie kolonizacji niemieckiej[1]
- XV w. – początek osadnictwa polskiego[1]
- 1526 – Słowacja znalazła się pod panowaniem Habsburgów[1]
- 1541 – w wyniku zajęcia przez Turków środkowych Węgier sejm węgierski i arcybiskupi przenieśli się do Preszburga (obecnie Bratysława)[1]
- XVI w. – początek reformacji na Słowacji[1]
- 1683–1699 – w wyniku wyzwalania środkowych Węgier ziemie słowackie ponownie stały się kresami państwa[1]
- koniec XVIII w. – początki kształtowania się słowackiej świadomości narodowej[1]
- 1848 – sejm węgierski po raz ostatni zebrał się w Preszburgu[1]
- październik 1848 – Słowacy na wiecu w Liptovským Svätým Mikulášu uchwalili swoje postulaty narodowe (m.in. własne szkolnictwo i sejm krajowy)[1]
- 1861 – próba utworzenia autonomii Słowacji[1]
- 1862–1863 – młodzi działacze niepodległościowi porozumieli się z Węgrami w sprawie nauczania języka słowackiego w szkołach średnich i powołania narodowego centrum kulturalnego (Maticy slovenskéj)[1]
- 1867 – w wyniku ugody austriacko-węgierskiej Węgrzy nasilili madziaryzację Słowaków[1]
- 1875 – Matica slovenská zakończyła działalność z powodu nałożonego zakazu[1]
- 1907 – w wyniku uchwalenia tzw. lex Apponyi zastąpiono język słowacki językiem węgierskim[1]
- 1914–1918 – czeskie i słowackie środowiska emigracyjne w USA opowiedziały się za utworzeniem wspólnego państwa[1]
- maj 1918 – podpisano umowę pittsburską zapewniającą znaczną autonomię dla Słowaków[1]
- 28 października 1918 – Czechosłowacja proklamowała niepodległość[1]

## Czechosłowacja

### Okres międzywojenny
- 1919 – Węgierska Republika Rad przejściowo zajęła ziemie słowackie[1]
- 1938 – dyplomacja polska rozpoczęła nakłanianie słowackich katolików (tzw. ludaków) do ogłoszenia niepodległości[1]
- 1938 – w wyniku układu monachijskiego powołano rząd słowacki z premierem Josefem Tisą – Czechy, Morawy i część Słowacji trafiły w większości do III Rzeszy oraz do Węgier i Polski[1]
- 14 marca 1939 – proklamowano niepodległość Republiki Słowackiej[1]

### II wojna światowa
- 1939 – Słowacja uzależniła się politycznie i gospodarczo od III Rzeszy[1]
- 28 sierpnia 1939 – Jozef Tiso ogłosił mobilizację wojsk[3]
- 1 września 1939 – Słowacja zajęła polskie Spisz i Orawę, włączając się wraz z III Rzeszą i ZSRR do kampanii wrześniowej[1][3]
- 17 września 1939 – Słowacja rozpoczęła naloty bombowe na polskie miasta i obiekty przemysłowe[3]
- 23 września 1939 – Słowacja zakończyła walki z Polską[3]
- kwiecień 1942 – Słowacja rozpoczęła deportację Żydów do Terezína i do niemieckich obozów koncentracyjnych położonych w okupowanej Polsce[1]
- październik 1942 – w wyniku protestów i interwencji Watykanu wstrzymano deportację Żydów[1]
- 1943 – w wyniku klęsk Wehrmachtu na froncie wschodnim na Słowacji zaczęły formować się organizacje konspiracyjne[1]
- 29 sierpnia 1944 – wybuch powstania słowackiego[1]
- październik 1944 – armia niemiecka stłumiła powstanie słowackie[1]
- marzec 1945 – powołano w Moskwie rząd czechosłowacki złożony z przedstawicieli emigracyjnych działających w Londynie[1]

### Rządy komunistów
- 1946 – w wyborach do Słowackiej Rady Narodowej Partia Demokratyczna zdobyła dwa razy więcej głosów niż komuniści[1]
- 1947 – Partia Demokratyczna została oskarżona o spisek antypaństwowy. W wyniku oskarżenia została zmarginalizowana[1]
- luty 1948 – komuniści objęli dyktatorską władzę w Czechosłowacji[1]
- 1968 – podczas „praskiej wiosny” rozpoczęto pracę nad federalizacją[1]
- 1969 – wojska Układu Warszawskiego wkroczyły na teren Czechosłowacji[1]
- koniec lat 70. XX w. – początek ruchu dysydenckiego na Słowacji[1]
- 1989 – w wyniku aksamitnej rewolucji ukształtowały się dwa ugrupowania: Forum Obywatelskie (w Czechach) i Społeczeństwo Przeciwko Przemocy (na Słowacji)[1]

### Demokratyczna Czechosłowacja
- czerwiec 1990 – w wyniku wyborów parlamentarnych najwięcej głosów uzyskały Społeczeństwo Przeciwko Przemocy i Ruch Chrześcijańsko-Demokratyczny[1]
- 1991 – początek prywatyzacji i transformacji gospodarczej[1]
- 1991 – ze Społeczeństwa Przeciwko Przemocy wyłonił się Ruch na rzecz Demokratyzacji Słowacji[1]
- lipiec 1992 – Słowacka Rada Narodowa uchwaliła suwerenność republiki[1]
- 25 listopada 1992 – Zgromadzenie Federalne Czechosłowacji uchwaliło ustawę o podziale Czechosłowacji[1]
- 1 stycznia 1993 – rozpad Czechosłowacji – utworzenie Czech i Słowacji. Prezydentem Słowacji został Vladimír Mečiar[1]

## Czasy najnowsze
- 1993 – Słowacja została członkiem Grupy Wyszehradzkiej[4]
- 1993–1998 – zahamowanie procesu prywatyzacji[1]
- 1996 – przeprowadzono reformę administracyjną – Słowację podzielono na kraje, okresy i obce, powstało 8 krajów: (bratysławski, trnawski, nitrzański, trenczyński, żyliński, bańskobystrzycki, preszowski i koszycki)[5]
- 1998–2006 – władza prawicowego rządu Mikuláša Dzurindy, przyspieszenie prywatyzacji[1]
- 1999 – wybory prezydenckie wygrał Rudolf Schuster[6]
- 1 stycznia 2002 – kraje stały się samorządowe[5]
- 1 maja 2004 – Słowacja została członkiem Unii Europejskiej[1]
- 1 stycznia 2009 – Słowacja przyjęła walutę euro[7]
- 27 września 2009 – wicepremier Dušan Čaplovič przeprosił Polskę za udział w IV rozbiorze Polski[3]
- 2009 – wybudowano pierwszy mur oddzielający Słowaków od Romów, tworząc pierwsze „getto cygańskie”[8]